# Yves De Wolf-Clément
Yves De Wolf-Clément (Kigali, 1967) es un jurista y escritor belga de origen ruandés.

## Biografía
Estudió derecho, relaciones internacionales y ciencias políticas en Bélgica, donde trabajó para una ONG y para la Comisión Europea. Además en los años 1990 creó dos empresas en el sector de nuevas tecnologías en informática en Ruanda e Isla Mauricio. 
Siempre ha mostrado un gran interés por los derechos humanos y ha publicado diversos artículos y una novela: Rwanda. Deux Sangs, une vie (Ruanda. Dos sangres, una vida).
- Datos: Q3573599